# 디강 (애버딘셔)

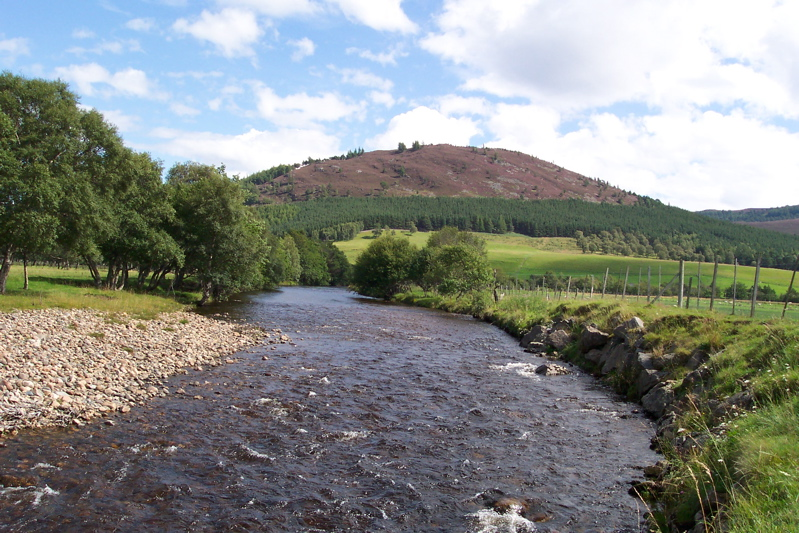
디강

디강(River Dee)은 스코틀랜드 애버딘셔를 흐르는 강으로, 길이는 140 km이다.